# مهرجان الملك عبد العزيز للإبل
مهرجان الملك عبد العزيز للإبل هو مهرجان سنوي ثقافي واقتصادي ورياضي وترفيهي يقام في المملكة العربية السعودية برعايةٍ ملكية، ويهدف إلى تأصيل تراث الإبل وتعزيزه في الثقافة السعودية والعربية والإسلامية، وتوفير وجهة ثقافية وسياحية ورياضية وترفيهية واقتصادية عن الإبل وتراثها.
بدأت فكرة المهرجان بدعم من الأمير مشعل بن عبد العزيز آل سعود ، والذي أطلقها في 1420هـ/2000م، وباتت المُسابقة حدثاً منتظراً في شتاء كل عام خلال الاعوام الماضية من المهتمين بالإبل من التجار والمُلاك، وراح الناس ينتظرونه من عامٍ إلى عام.
وفي عام 1438هـ صدر قرار مجلس الوزراء، بالموافقة على تنظيم فعاليات جائزة الملك عبد العزيز لمزايين الإبل والفعاليات المصاحبة له وفق قواعد وضوابط تراعي الجوانب الصحية والأمنية والثقافية، وأصبح في عام 2018، تحت إشراف الاتحاد السعودي للهجن.

## الموقع التاريخي

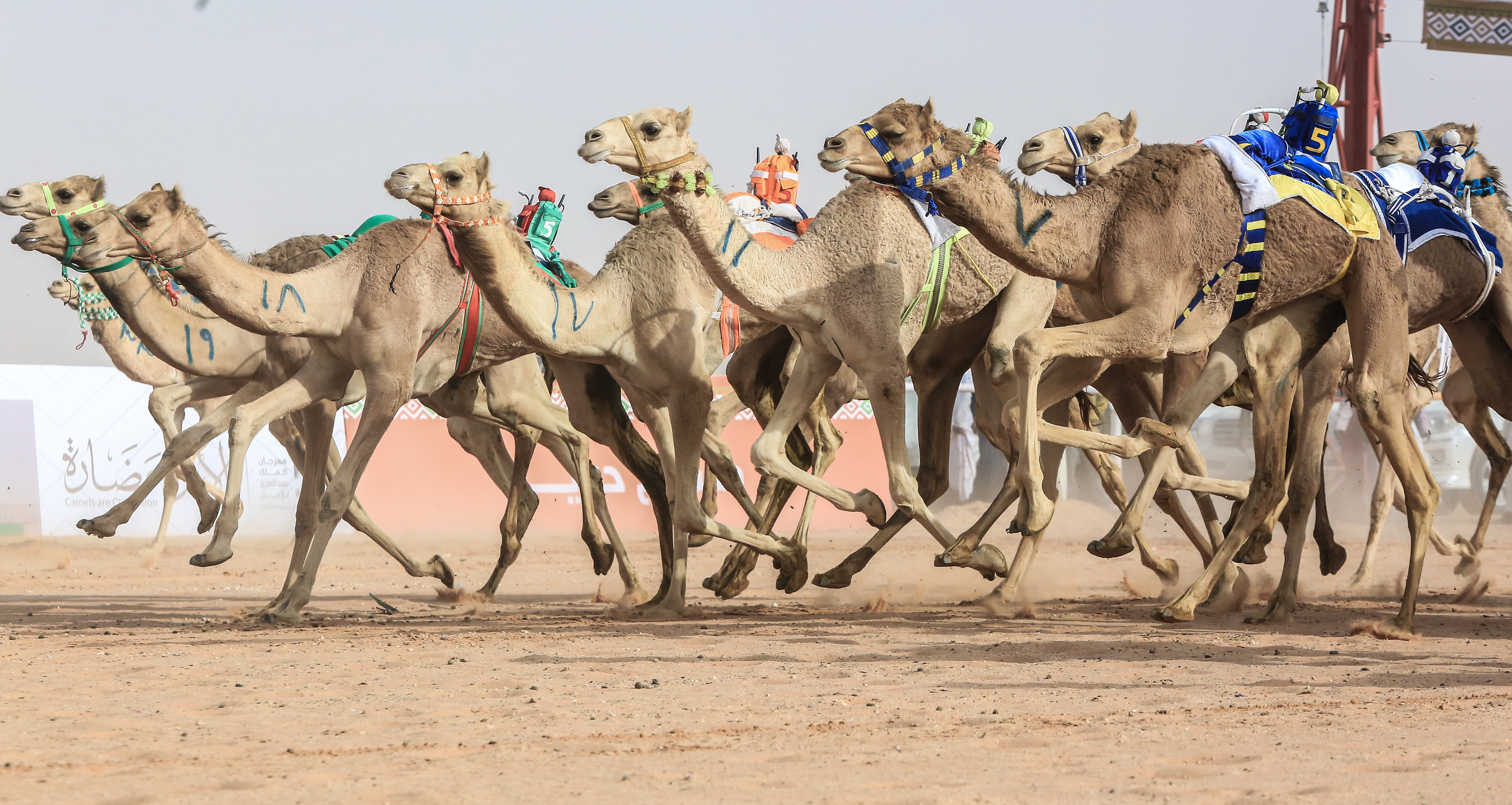
سباق الهجن بمهرجان الملك عبدالعزيز للإبل

اختير المكان الجديد للمهرجان للأسباب الآتية:
- اشتهرت المنطقة تاريخياً بأنها ملتقى للجيش السعودي في عهود الدولة السعودية الثلاثة.
- ملتقى طرق القوافل القادمة من الشمال والجنوب والغرب والشرق قديماً.
- اتساع المنطقة واستواء أرضها ومناسبتها للإبل .

## تاريخ المهرجان
نشأت فكرة المهرجان عام 2000 م، وفي عام 2017 م صدر قرار مجلس الوزراء السعودي بالموافقة على تنظيم المهرجان بعد توقفه لعامين بصيغة متطورة ووفق قواعد وضوابط تراعي الجوانب الصحية والأمنية والثقافية، وتولت دارة الملك عبد العزيز الإشراف والتنظيم للمهرجان، فضمت إليه عدداً من الفعاليات التفاعلية التي تشمل مشاركة الكبار والصغار والأطفال والنساء المعتمدة على ثقافة الإبل والصحراء فضلاً عن جائزة الملك عبد العزيز لمزايين الإبل (جوائزها 118 مليون ريال)، كما أضافت إدارة المهرجان في دورته التالية العام الحالي 2018م منافسة جديدة هي سباقات الهجن (جوائزها 95 مليون ريال).

### النسخة التاسعة 2024
انطلقت في 1 ديسمبر 2024م تحت شعار «عز لأهلها»، وأعلنت إدارة مهرجان الملك عبد العزيز للإبل عن قرارات تطويرية وتشجيعية مع انطلاق النسخة التاسعة، منها منح مالك المنقية الفائزة بلقب «منقية الجزيرة» جائزة عبارة عن طائرة خاصة، كما شهدت النسخة التاسعة عودة الشداد الذي خُصص لمنقية الجزيرة، والتي ستُتوج باللقب من خلال مسابقة «راعي النظر» التي تعتمد آلية تصويت الجمهور لملاك الإبل. وشهدت النسخة زيادة عدد الفائزين في جميع فئات الفردي والجمل، تزامنًا مع «عام الإبل 2024»، كما أعلن رئيس مجلس إدارة نادي الإبل عن إيقاف الإيجار في النسخة التاسعة.

## هوية جديدة
لأن الإبل ترتبط ارتباطا وثيقاً بحضارة الجزيرة العربية على مر تاريخها، وكونها ضمن المتوالية التراثية ذات المكونات المتعددة للحضارة الإنسانية لدى العرب، فقد نظمت النسختان الأخيرتان بهوية جديدة تتضمن عدداَ من العناصر ذات العلاقة، وتكونت من:
- شعار جديد معتمد يجمع بين تفاصيل رأس الإبل ونقوش نسيج السدو .
- عنوان كبير هو «الإبل حضارة» استناداً للارتباط الوثيق بين الإبل وحضارة الجزيرة العربية، وكونه مفردة تراثية عميقة ضمن النسيج الثقافي والاجتماعي والاقتصادي للحياة في تلك المنطقة.

## الفعاليات والمبادرات

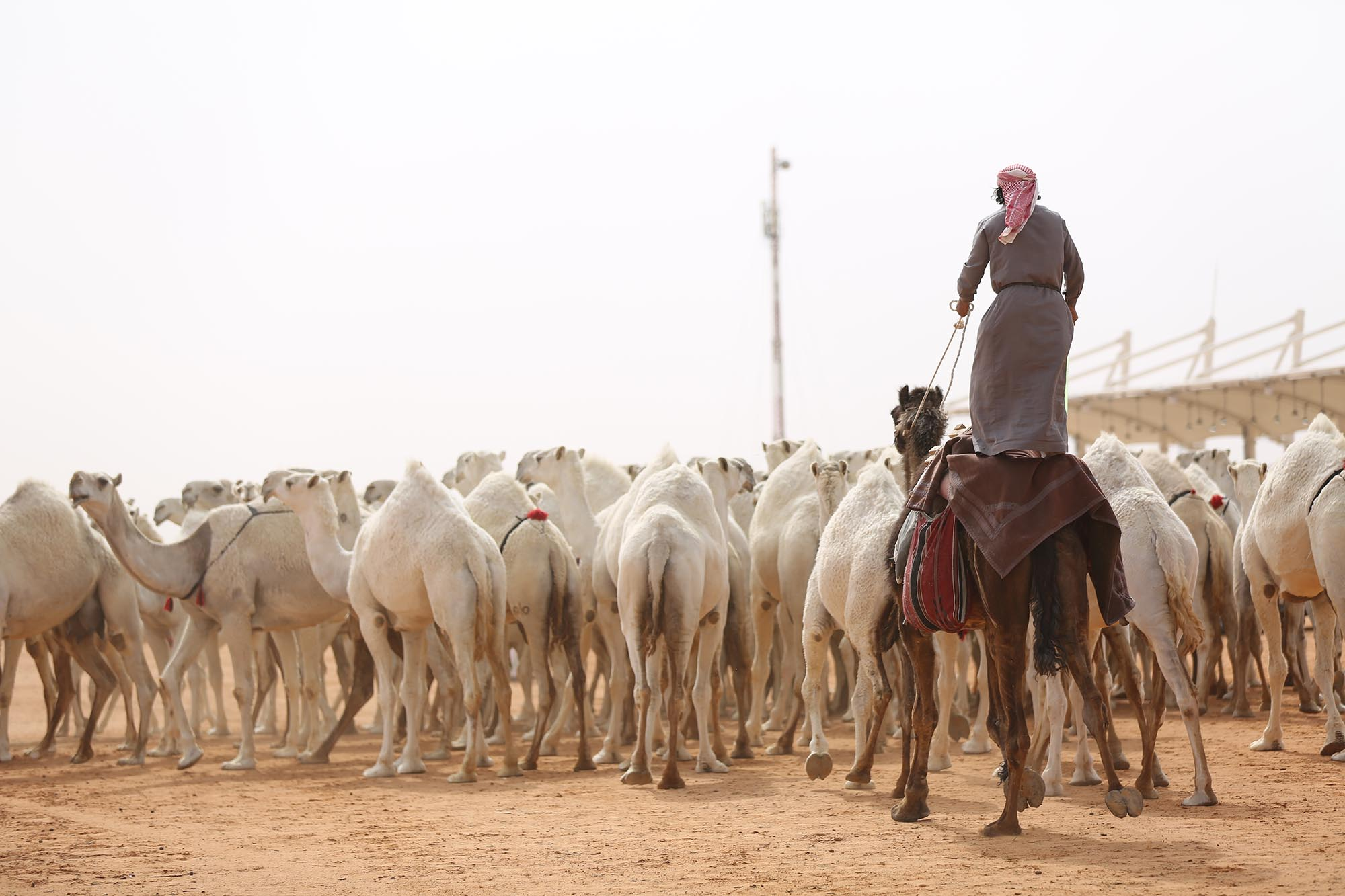
أشواط المزاين .. الحماس والإبداع

ضم المهرجان عدداً من الفعاليات والمبادرات التي ترتبط بثقافتي الإبل والصحراء المتلازمتين لفسح المجال أمام الجيل الجديد من المجتمع للتعرف على عمق حضارة الإبل وتراثها، وفتح الباب أمام جميع الفئات العمرية بما فيها الأسرة للمشاركة التفاعلية، ولتقديم مهرجان بمواصفات حديثة تليق بمكانة المملكة العربية السعودية وبهدف الوصول به إلى الريادة العالمية في سياق مجاله.
شملت الفعاليات: جائزة الملك عبد العزيز لمزايين الإبل، جائزة الملك عبد العزيز لسباقات الهجن، العرضة السعودية تراث وأداء، جائزة الملك عبد العزيز للأدب الشعبي، الأولمبياد الوطني للتاريخ، القبة البانورامية، معرض سنام، خيمة تعاليل، مسرح حوير، أنواع الإبل ونوادرها، فنون الرمال، الرسم الزخرفي للإبل، قافلة الدهناء، جائزة أجمل صورة للإبل، السوق التراثي، مخيم الترفيه، مسابقة طبع الإبل، سوق الدهناء ودرب الصياهد، الملتقى الدولي للإبل، جنودنا البواسل. وشملت المبادرات التي تعد من ضمن المسؤولية الاجتماعية للمهرجان: لا يخدعوك، الدهناء خضراء، أدم نعمتك، لا ترم الكيس .